# International Football Cup 1961/62

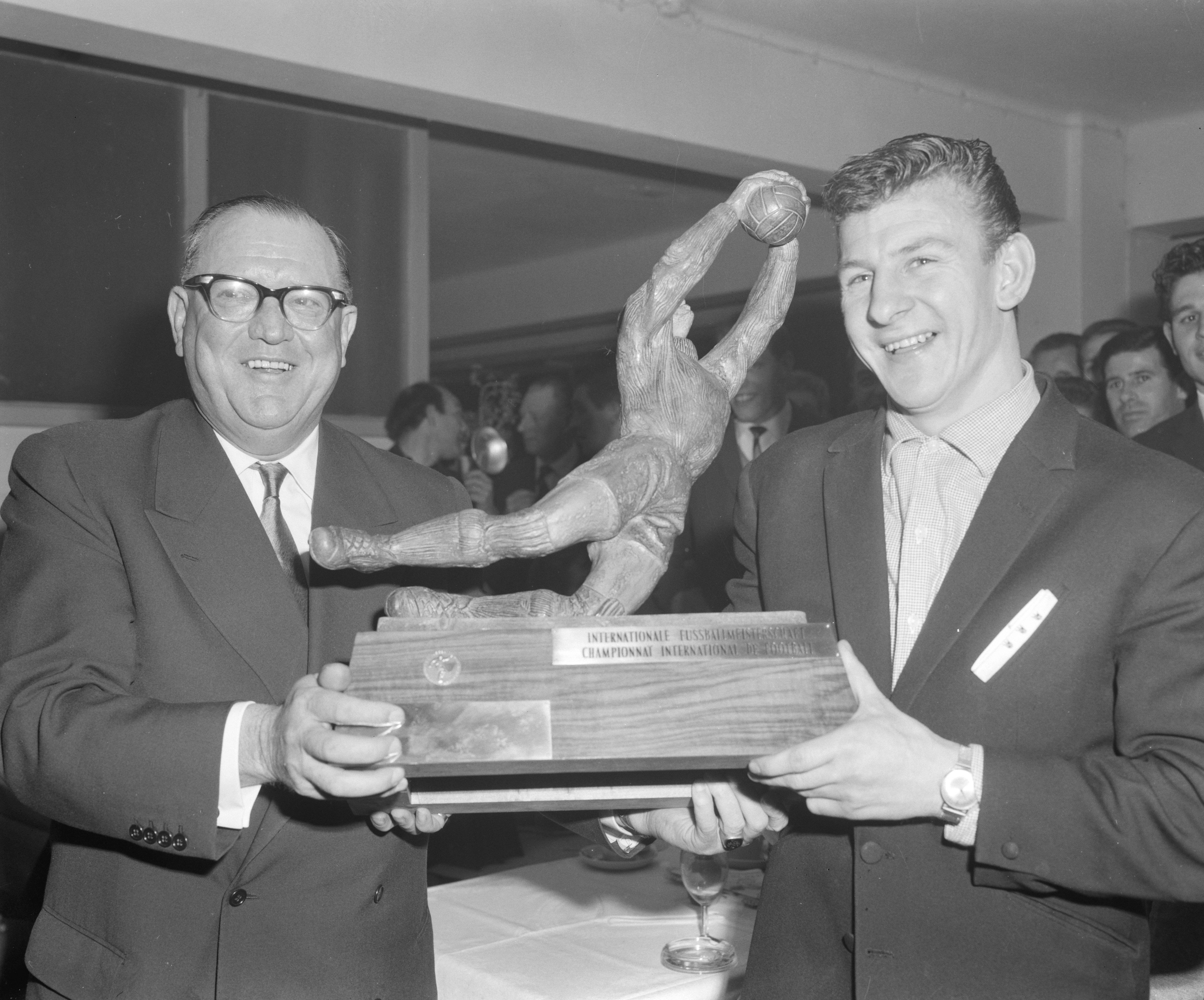
UEFA-President Gustav Wiederkehr, Ajacied Co Prins

De International Football Cup van 1961-62 was de eerste editie van het Europese voetbaltoernooi, dat later de Intertoto Cup zou gaan heten. Het toernooi was bedoeld voor Europese clubs die om in de zomermaanden extra wedstrijden te spelen en geld te genereren. Dit toernooi werd gewonnen door AFC Ajax, dat Feijenoord versloeg in de finale. Er deden vier clubs mee uit Nederland, Oost-Duitsland, Oostenrijk, Tsjechoslowakije, Zweden en Zwitserland. Uit West-Duitsland namen zes clubs deel en uit Polen twee clubs.

## Groepsfase
De teams werden verdeeld in acht groepen van vier clubs. Er waren A-groepen voor oostelijk gelegen landen in Europa: Oostenrijk, Tsjechoslowakije, Oost-Duitsland en Polen. De B-groepen waren voor westelijk gelegen landen: Nederland, Zweden, Zwitserland. Clubs uit West-Duitsland werden in beide groepen geplaatst. De acht winnaars van de acht groepen, stroomden door naar de knock-outronden. Hier werden teams uit de A-groepen tegen de B-groepen geloot.

### Groep A1
| Team              | Wed | W | G | V | DV | DT | DS  | Ptn |
| ----------------- | --- | - | - | - | -- | -- | --- | --- |
| Slovan Bratislava | 6   | 4 | 2 | 0 | 16 | 4  | +12 | 10  |
| Vorwärts Berlin   | 6   | 2 | 1 | 3 | 13 | 10 | +3  | 5   |
| Odra Opole        | 6   | 2 | 1 | 3 | 8  | 16 | -8  | 5   |
| Wiener AC         | 6   | 1 | 2 | 3 | 9  | 16 | -7  | 4   |

### Groep A2
| Team          | Wed | W | G | V | DV | DT | DS  | Ptn |
| ------------- | --- | - | - | - | -- | -- | --- | --- |
| Baník Ostrava | 6   | 5 | 1 | 0 | 24 | 7  | +17 | 11  |
| Motor Jena    | 6   | 3 | 2 | 1 | 14 | 12 | +2  | 8   |
| VfL Osnabrück | 6   | 2 | 0 | 4 | 9  | 14 | -5  | 4   |
| Grazer AK     | 6   | 0 | 1 | 5 | 9  | 23 | -14 | 1   |

De wedstrijd Ostrava vs. Osnabrück is ook gerapporteerd als 3-2, maar de officiële uitslag is 3-1.

### Groep A3
| Team              | Wed | W | G | V | DV | DT | DS | Ptn |
| ----------------- | --- | - | - | - | -- | -- | -- | --- |
| FC Hradec Králové | 6   | 3 | 2 | 1 | 15 | 12 | +3 | 8   |
| Górnik Zabrze     | 6   | 3 | 1 | 2 | 17 | 14 | +3 | 7   |
| Dynamo Berlin     | 6   | 3 | 1 | 2 | 13 | 14 | -1 | 7   |
| Wiener Sportclub  | 6   | 1 | 0 | 5 | 15 | 20 | -5 | 2   |

### Groep A4
| Team               | Wed | W | G | V | DV | DT | DS | Ptn |
| ------------------ | --- | - | - | - | -- | -- | -- | --- |
| First Vienna       | 6   | 4 | 1 | 1 | 17 | 9  | +8 | 9   |
| Tatran Prešov      | 6   | 2 | 2 | 2 | 15 | 14 | +1 | 6   |
| Lokomotive Leipzig | 6   | 3 | 0 | 3 | 7  | 11 | -4 | 6   |
| Kickers Offenbach  | 6   | 1 | 1 | 4 | 13 | 18 | -5 | 3   |

### Groep B1
| Team                 | Wed | W | G | V | DV | DT | DS  | Ptn |
| -------------------- | --- | - | - | - | -- | -- | --- | --- |
| Feijenoord           | 6   | 5 | 0 | 1 | 24 | 12 | +12 | 10  |
| Schalke 04           | 6   | 4 | 0 | 2 | 22 | 12 | +10 | 8   |
| IFK Göteborg         | 6   | 1 | 1 | 4 | 12 | 22 | -10 | 3   |
| FC La Chaux-de-Fonds | 6   | 1 | 1 | 4 | 11 | 23 | -12 | 3   |

### Groep B2
| Team         | Wed | W | G | V | DV | DT | DS  | Ptn |
| ------------ | --- | - | - | - | -- | -- | --- | --- |
| AFC Ajax     | 6   | 4 | 1 | 1 | 26 | 8  | +18 | 9   |
| Malmö FF     | 6   | 3 | 2 | 1 | 15 | 10 | +5  | 8   |
| FK Pirmasens | 6   | 3 | 1 | 2 | 17 | 19 | -2  | 7   |
| FC Zürich    | 6   | 0 | 0 | 6 | 6  | 27 | -21 | 0   |

### Groep B3
| Team                 | Wed | W | G | V | DV | DT | DS | Ptn |
| -------------------- | --- | - | - | - | -- | -- | -- | --- |
| Örgryte IS           | 6   | 4 | 2 | 0 | 15 | 7  | +8 | 10  |
| VVV-Venlo            | 6   | 3 | 1 | 2 | 13 | 12 | +1 | 7   |
| Borussia Neunkirchen | 6   | 2 | 0 | 4 | 12 | 15 | -3 | 4   |
| FC Grenchen          | 6   | 1 | 1 | 4 | 6  | 12 | -6 | 3   |

### Groep B4
| Team                 | Wed | W | G | V | DV | DT | DS  | Ptn |
| -------------------- | --- | - | - | - | -- | -- | --- | --- |
| Sparta Rotterdam     | 6   | 5 | 0 | 1 | 23 | 12 | +11 | 10  |
| IF Elfsborg          | 6   | 4 | 0 | 2 | 21 | 17 | +4  | 8   |
| Tasmania 1900 Berlin | 6   | 1 | 1 | 4 | 11 | 16 | -5  | 3   |
| FC Basel             | 6   | 1 | 1 | 4 | 9  | 19 | -10 | 3   |

## Kwartfinales
| Team 1            | Res.       | Team 2            |
| ----------------- | ---------- | ----------------- |
| Slovan Bratislava | 6-1        | Sparta Rotterdam  |
| Örgryte IS        | 2-3        | Baník Ostrava     |
| AFC Ajax          | 4-3 (n.v.) | First Vienna      |
| Feijenoord        | 3-1        | FC Hradec Králové |

## Halve finales
| Team 1     | Res. | Team 2            |
| ---------- | ---- | ----------------- |
| AFC Ajax   | 5-1  | Slovan Bratislava |
| Feijenoord | 1-0  | Baník Ostrava     |

## Finale
De finale vond plaats op 26 april 1962 in Amsterdam.
| Team 1   | Res. | Team 2     |
| -------- | ---- | ---------- |
| AFC Ajax | 4-2  | Feijenoord |

- Datum: 26. april 1962 - Olympisch Stadion (Amsterdam) Toeschouwers 40.260
- Scheidsrechter: Joop Martens (Nederland)
- Ajax: Bertus Hoogerman; Cees Smit, Piet Ouderland, Werner Schaaphok, Ton Pronk, Bennie Muller, Sjaak Swart, Henk Groot, Cees Groot, Co Prins , Piet Keizer. Trainer: Keith Spurgeon
- Feijenoord: Eddy Pieters Graafland; Gerard Kerkum, Cor Veldhoen, Reinier Kreijermaat, Hans Kraay, Gerard Bergholtz, Rinus Bennaars, Henk Schouten, Cor van der Gijp, Frans Bouwmeester, Coen Moulijn. Trainer: Franz Fuchs
- Doelpunten: 1:0  10. C. Groot, 1:1 11. Bouwmeester, 2:1 26. H. Groot, 2:2 43. van der Gijp, 3:2 62. H. Groot, 4:2 90. H. Groot